# Florestas temperadas valdivianas
As florestas temperadas valdivianas são uma ecorregião na costa oeste do sul da América do Sul, no Chile e na Argentina. Faz parte do reino Neotropical. As florestas são nomeadas pela cidade de Valdivia. As florestas temperadas valdivianas são caracterizadas por seus densos sub-bosques de bambus, samambaias e por serem predominantemente dominadas por árvores angiospermas perenes com alguns exemplares decíduos, embora árvores coníferas também sejam comuns.

## Localização
As florestas tropicais temperadas compreendem uma faixa costeira relativamente estreita entre o Oceano Pacífico, a oeste, e a Cordilheira dos Andes a leste, aproximadamente entre os paralelos 37 e 48 sul. Ao norte do paralelo 42 sul, a cordilheira costeira chilena estende-se ao longo da costa, e o vale central chileno situa-se entre a cordilheira costeira e os Andes. Ao sul do paralelo 42 S, a extensão da costa continua como uma cadeia de ilhas, incluindo a Ilha de Chiloé e o Arquipélago de Chonos, enquanto o "Vale Central" está submerso e continua como Golfo do Corcovado. Grande parte da ecorregião foi coberta pelo manto de gelo da Patagônia e outras geleiras no pico da última era glacial, que desceram da cordilheira dos Andes, e os numerosos lagos do distrito de Los Lagos na parte central da ecorregião eram originalmente vales glaciais, enquanto a parte sul da região tem muitos fiordes esculpidos por geleiras.

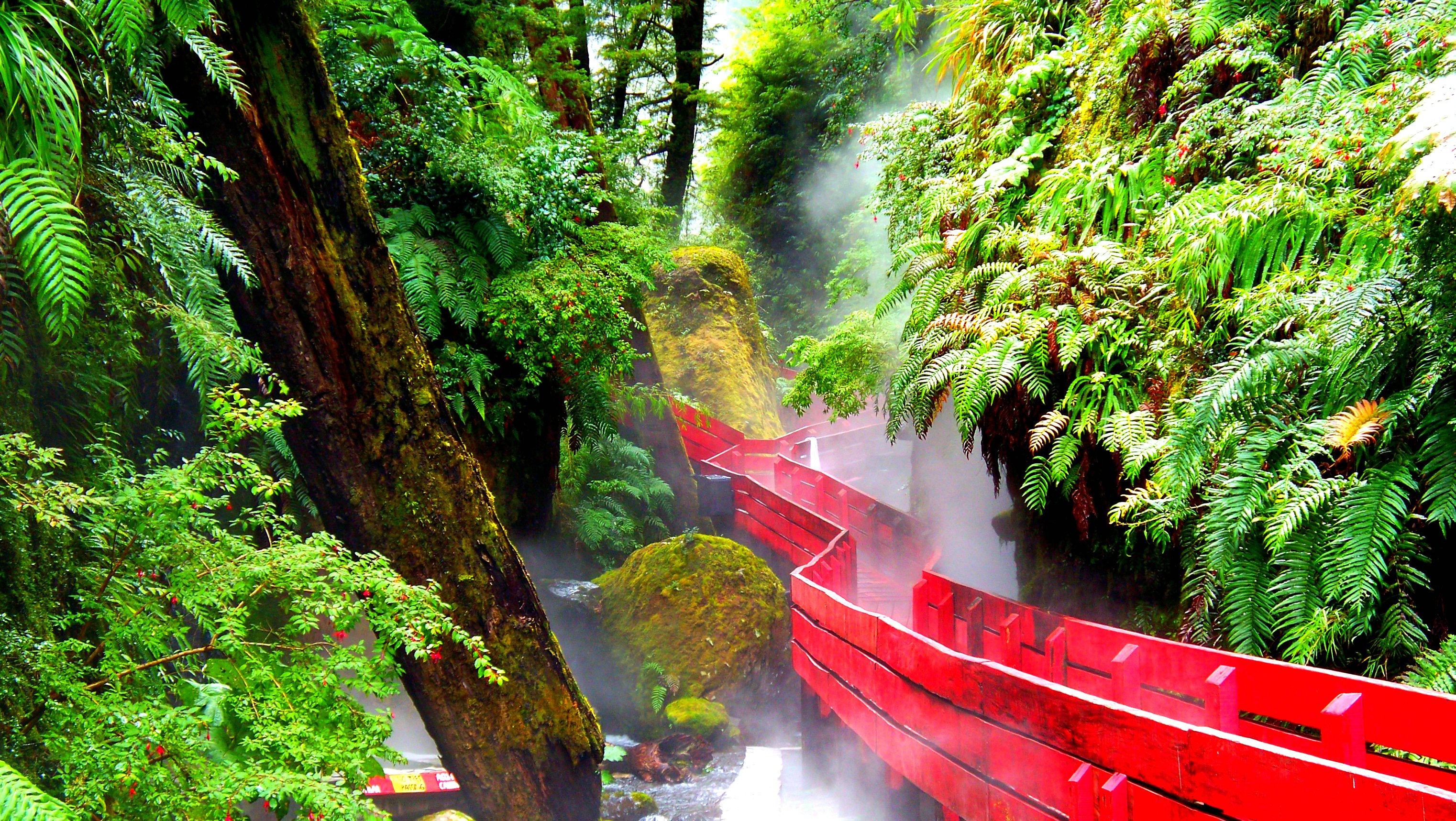
Vegetação em torno das Termas Geométricas perto de Coñaripe. Os Andes austrais abrigam inúmeras fontes termais

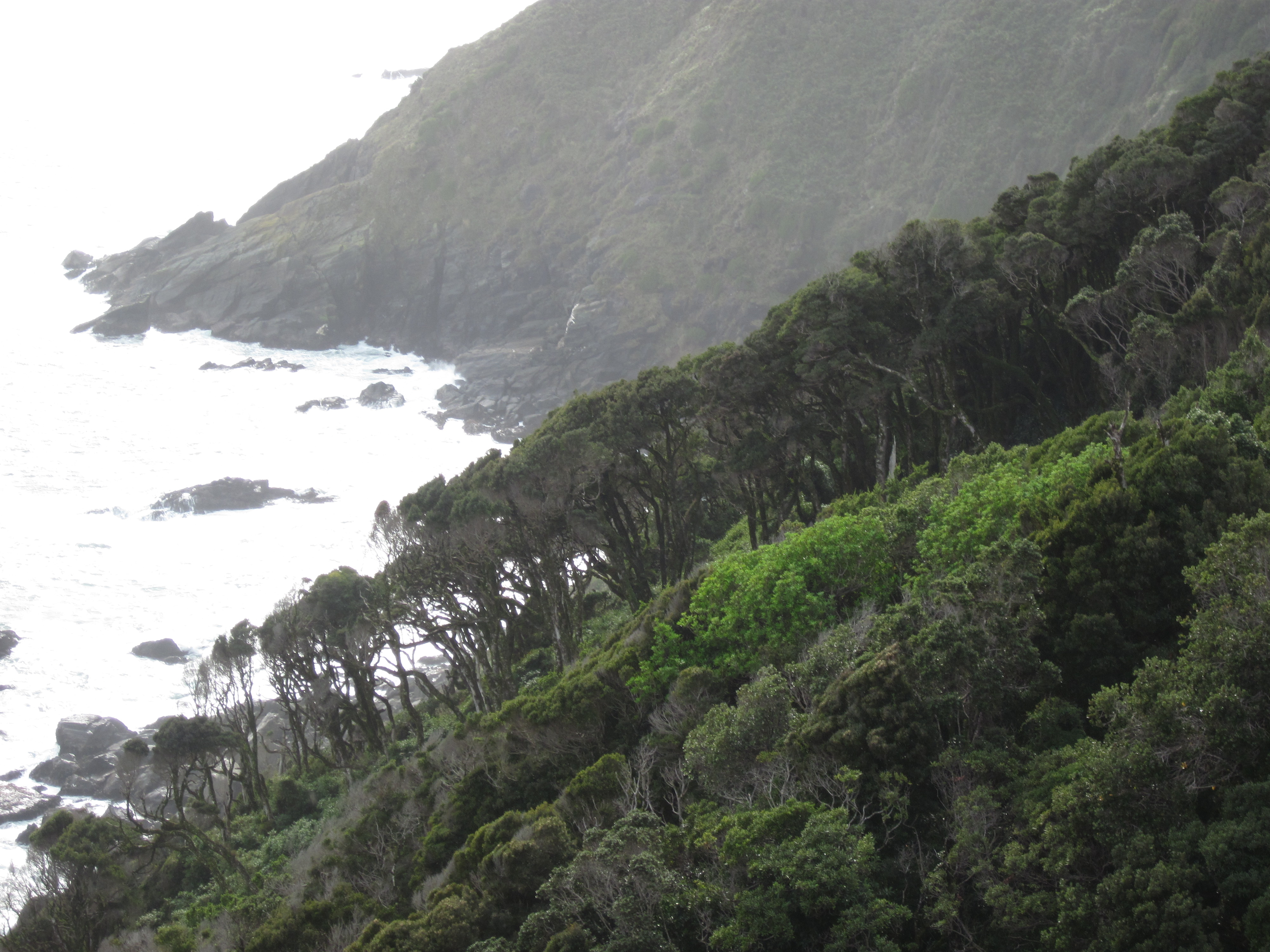
Aextoxicon em Punta Curiñanco, na costa do Pacífico

Ao norte, as florestas valdivianas dão lugar às florestas, bosques e matagais mediterrâneos da ecorregião chilena de Matorral. Algumas poucas florestas valdivianas crescem no norte do Chile, como a do Parque Nacional Bosque de Fray Jorge, como remanescentes do último máximo glacial. Ao sul fica a ecorregião das florestas subpolares de Magalhães. As ecorregiões temperadas das valdivianas, Matorral e de Magalhães estão isoladas das florestas subtropicais e tropicais do norte da América do Sul pelo deserto de Atacama ao norte de Matorral, as montanhas dos Andes e os campos áridos de sombra de chuva na Argentina a leste dos Andes. Como resultado, as regiões de floresta temperada evoluíram em relativo isolamento, com um alto grau de espécies endêmicas.
As florestas do noroeste da América do Norte existem em configurações semelhantes, mas diferem por não estar conectada a grandes florestas do interior, como a floresta boreal ou a floresta das Montanhas Rochosas. Comparada com a floresta semelhante da América do Norte, a floresta tropical temperada valdiviana é consideravelmente mais rica em espécies, uma característica que também é encontrada quando comparada com floresta semelhante na Tasmânia.

### Clima
Como a floresta está localizada a cerca de 40 graus ao sul, ela é fortemente influenciada pelos ventos de oeste. O vapor d'água retido pelos ventos de oeste se condensa à medida que eles chegam à parte mais alta da encosta a barlavento dos Andes, gerando chuvas orográficas. Ao mesmo tempo, a corrente oceânica de Humboldt, que flui para o norte, cria condições de umidade e neblina perto da costa. A linha das árvores está a cerca de 2.400 m na parte norte da ecorregião (35° S), e desce até 1.000 m no sul da região valdiviana. No verão, a temperatura pode subir até 16,5°C, enquanto durante o inverno a temperatura pode cair abaixo de 7°C.
As temperaturas médias anuais são bastante uniformes dentro da área, especialmente em locais costeiros onde as diferenças anuais de temperatura entre as localidades nunca excedem 7°C.

## Flora

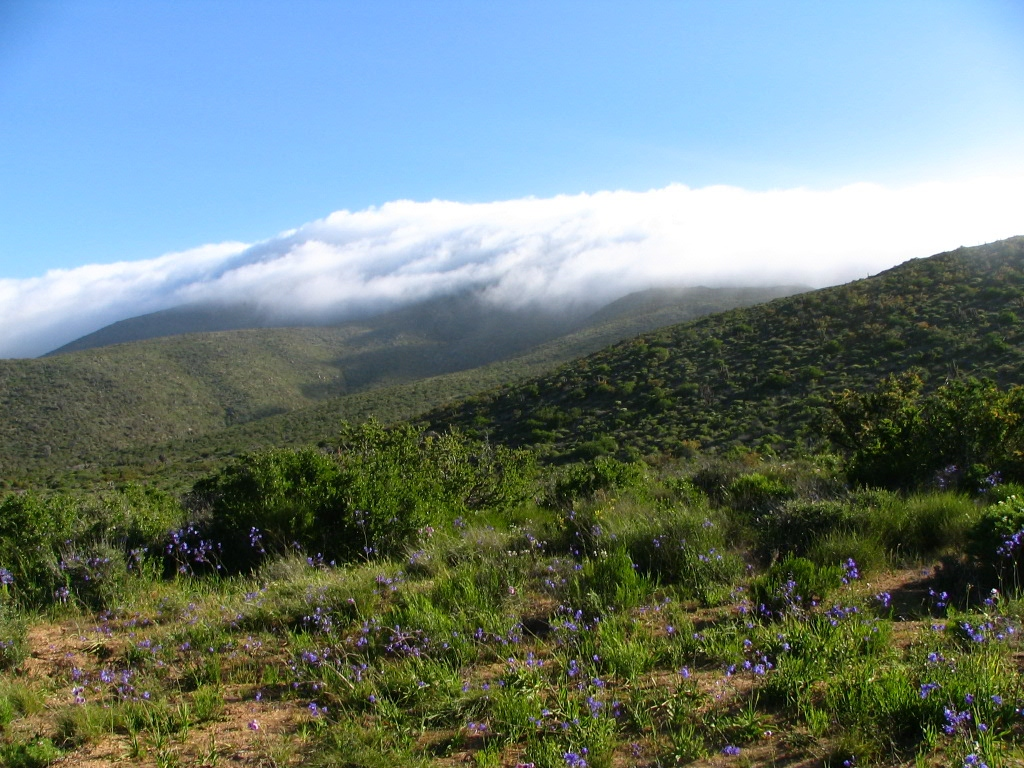
Floresta nublada valdiviana no Bosque de Fray Jorge no semiárido Norte Chico.

As florestas temperadas valdivianas são decíduas temperadas e, junto com a ecorregião de Magalhães, são as únicas florestas temperadas da América do Sul. Juntas, elas são as segundas maiores do mundo, depois das florestas temperadas do Pacífico da América do Norte (que se estendem do Alasca ao norte da Califórnia). As florestas valdivianas são um refúgio para a flora antártica e compartilham muitas famílias de plantas com as florestas temperadas da Nova Zelândia, Tasmânia e Austrália. Metade das espécies de plantas lenhosas são endêmicas para esta ecorregião.
Chusquea quila é um bambu que cresce em áreas úmidas abaixo de 500 m, sendo que Chusquea coleou se torna mais dominante acima. Chusquea quila pode formar amontoados chamados quilantales. Muitas poucas plantas podem crescer sob esta espécie. Outras espécies notáveis são o nalca ou ruibarbo chileno (Gunnera tinctoria) e as samabaias Lophosoria quadripinnata e Parablechnum cordatum. A flor nacional do Chile, o copihue (Lapageria rosea) é uma espécie pioneira que cresce em áreas degradas da floresta valdiviana.
A riqueza máxima de espécies de plantas é encontrada nas latitudes 40 a 43 S.

### Ecossistemas florestais

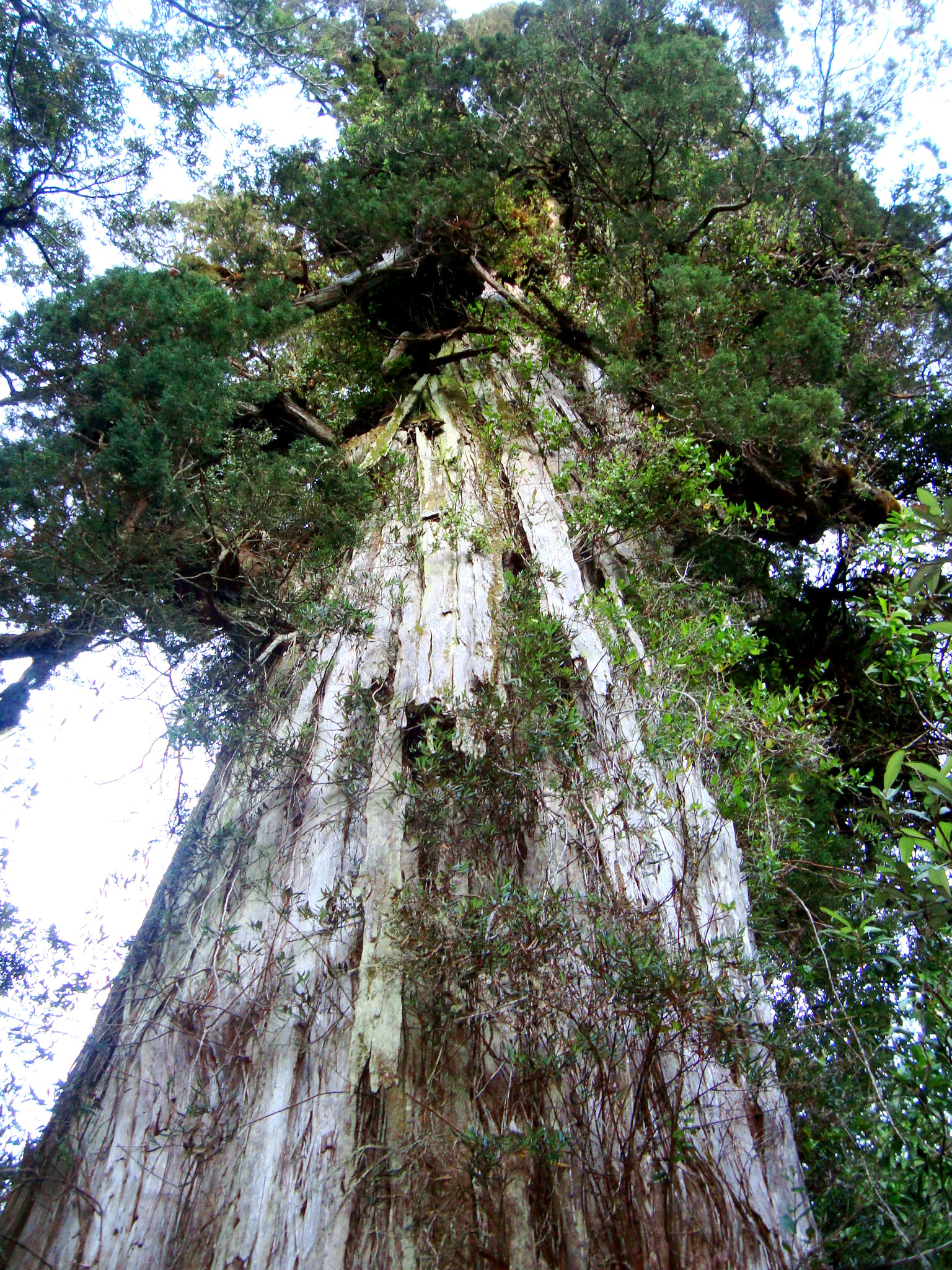
Alerce

Existem quatro tipos principais de ecossistemas florestais na ecorregião valdiviana. No extremo norte da ecorregião estão as florestas caducifólias, dominadas por duas espécies caducas de faia meridional: rauli (Nothofagus alpina) e roble (N. obliqua); esta é uma zona de transição para as florestas de clima mediterrâneo ao norte.
O segundo tipo é a laurissilva, caracterizada por uma variedade de árvores perenes, incluindo Laureliopsis Philippiana, aextoxicaceae punctatum, Eucryphia cordifolia, caldcluvia paniculata, e Weinmannia trichosperma, com um sub de planipes Myrceugenia, o arrayán (Luma apiculata) e outras plantas. A floresta perenifólia valdiviana de crescimento antigo (siempreverde) tende a formar um dossel estratificado composto de duas ou três camadas.
O terceiro tipo de floresta são as florestas andinas da Patagônia, que se distribuem em altitudes mais elevadas ao longo da cordilheira dos Andes e são dominadas por coníferas perenes, incluindo o pehuén ou macaco-quebra-cabeça (Araucaria araucana) e o alerce (Fitzroya cupressoides). O alerce se parece com uma sequóia gigante e é rival em longevidade do pinheiro bristlecone, alguns com anéis de crescimento registrando 3.625 anos de ciclos climáticos locais. Mais perto da linha das árvores, as coníferas dão lugar a matagais andinos de Nothofagus caducifólios.
O quarto e último tipo são as florestas da Patagônia Setentrional, que dominam a metade sul da ecorregião, com espécies perenes como o folhoso Nothofagus dombeyi e Drimys winteri e as coníferas podocarps, incluindo Podocarpus nubigenus.
A distribuição das plantas segue a regra de Rapoport com a distribuição das espécies de plantas aumentando em latitudes mais altas e diminuindo naquelas mais próximas do equador, os incidentes de endemismo se tornando mais frequentes à medida que se move em direção ao equador.
Solos de várzea perto da costa contêm mais nutrientes disponíveis do que mais solos do interior.

### Origem e evolução
A flora da floresta herdou e desenvolveu suas características por uma variedade de causas. Suas afinidades neotropicais refletem sua conexão geográfica atual com o restante da América do Sul. Suas espécies "Gondwana" são um legado do antigo supercontinente de Gondwana, uma massa de terra anteriormente composta pela América do Sul, África, Índia, Antártica e Austrália. Acredita-se que o alto grau de espécies endêmicas e gêneros monoespecíficos esteja relacionado ao isolamento geográfico que surgiu como resultado da elevação dos Andes. Existem alguns componentes "boreais " na floresta temperada valdiviana que chegaram transportados por longa distâncias. Ainda outro componente são as espécies de ecossistemas sul-americanos próximos que se adaptaram à floresta temperada.
Durante a glaciação de Llanquihue, grande parte da área a oeste do Lago Llanquihue permaneceu sem gelo durante o último máximo glacial e teve uma vegetação esparsamente distribuída dominada por espécies de Nothofagus. A floresta temperada valdiviana propriamente dita foi reduzida a remanescentes espalhados a oeste dos Andes. Mais especificamente, os refúgios da floresta tropical temperada Valdiviana entre as latitudes 41 e 37 S foram; a região costeira, as encostas mais baixas da Cordilheira da Costa do Chile e o Vale Central do Chile, mais a oeste, permaneceram livres de perturbações glaciais, glacifluviais e periglaciais durante a glaciação.

## Fauna

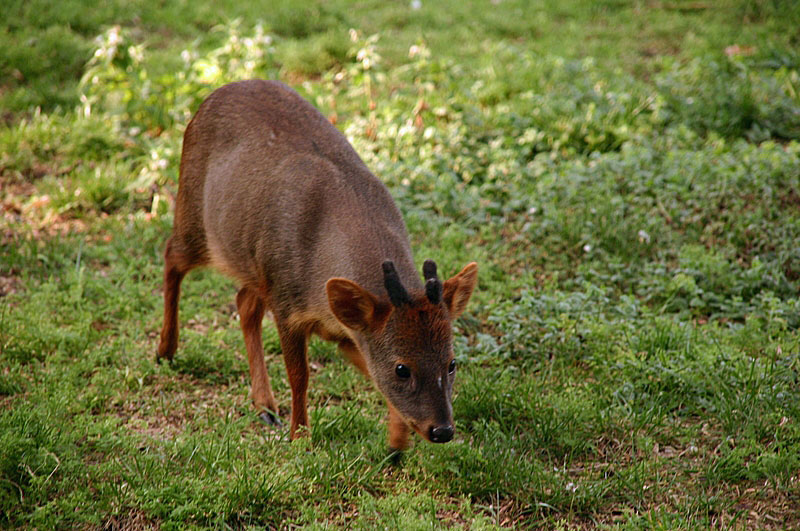
Pudú

Alguns dos mamíferos ameaçados das florestas valdivianas incluem o monito del monte (Dromiciops gliroides), um marsupial arbóreo, o pudu meridional (Pudu pudu) o menor cervo do mundo e o kodkod (Leopardus guigna), o menor felino da América do Sul. Desde o início do século XX, também existem javalis não nativos vivendo nas florestas valdivianas. Beija-flores são comuns na região por causa da presença de plantas como o maqui (Aristotelia chilensis) e o copihue.
A maioria dos gêneros de mamíferos na floresta valdiviana também são encontrados em partes semiáridas da Patagônia. Em relação a florestas semelhantes na América do Norte, há uma baixa diversidade de mamíferos nas florestas temperadas chilenas.

## Conservação

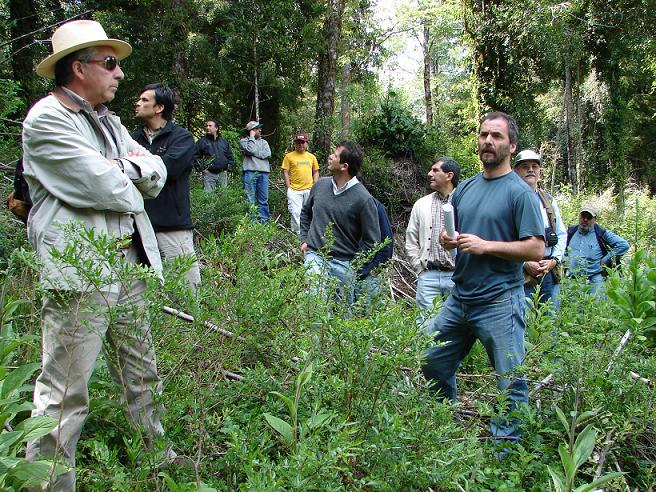
Professores e estudantes da UACh nas florestas valdivianas de San Pablo de Tregua, Chile

As florestas valdivianas incluem troncos de árvores enormes, especialmente Nothofagus e Fitzroya, que podem viver até uma idade avançada. Essas magníficas florestas estão ameaçadas pela extração extensiva de madeira e sua substituição por pinheiros e eucaliptos de rápido crescimento, que são mais procurados pela indústria de celulose e papel. As árvores nativas que são derrubadas para dar lugar a essas monoculturas são frequentemente exportadas como lascas de madeira para o Japão. O início da conservação foi feito em novembro de 2003, quando um consórcio de grupos conservacionistas, tanto locais quanto internacionais, comprou em leilão uma empresa madeireira falida 600 km² de floresta biologicamente rica na Cordilheira Costeira Valdiviana. Gianni Lopez, Diretor Executivo do CONAMA, agência ambiental nacional do Chile, comentou: "Dez anos atrás, a existência de áreas protegidas não pertencentes ao governo era impensável." Entre os esforços de apoio à conservação, está uma crescente indústria de ecoturismo .

## Lista de áreas protegidas

### Argentina
- Parque Nacional Los Alerces
- Parque Nacional Los Arrayanes
- Parque Nacional Lago Puelo
- Parque Nacional Lanín
- Parque Nacional Nahuel Huapí

### Chile
Públicos:
- Parque Nacional Alerce Andino
- Parque Nacional Alerce Costero
- Parque Nacional Bosque de Fray Jorge
- Parque Nacional de Chiloé
- Parque Nacional Huerquehue
- Reserva Nacional Llanquihue
- Parque Nacional Puyehue
- Parque Nacional Queulat
- Reserva Nacional Valdivia
- Parque Nacional Vicente Perez Rosales
- Parque Nacional Villarrica

Privados:
- Reserva Biológica Huilo-Huilo (propriedade de Víctor Peterman)
- Reserva Natural Privada Los Vertientes
- Parque Oncol (propriedade da Celulosa Arauco y Constitución)
- Parque Pumalín (propriedade de Douglas Tompkins até 2015)
- Área Costera Protegida Punta Curiñanco (propriedade da CODEFF)
- Parque Tantauco (propriedade de Sebastián Piñera)
- Reserva Costeira Valdivian (propriedade da The Nature Conservancy)

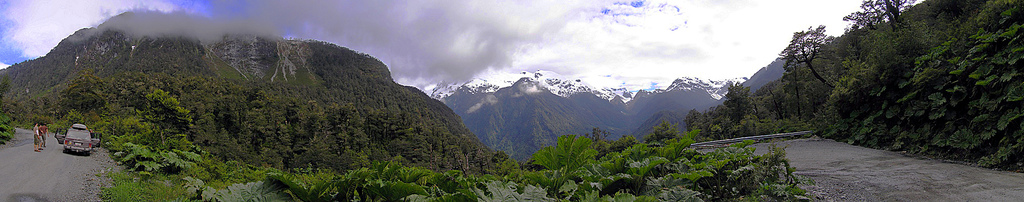
Nalcas em Cuesta Queulat no Parque Nacional de Queulat